# Amoea immaculatus
Amoea immaculatus là một loài côn trùng trong họ Ascalaphidae thuộc bộ Neuroptera. Loài này được Olivier miêu tả năm 1790.